# Zámecký dub
Zámecký dub je památný strom dub letní (Quercus robur), který roste v rododendronech v zámeckém parku v Dalovicích v okrese Karlovy Vary v Karlovarském kraji. Solitérní strom má pravidelnou, širokou a kulovitou korunu. Obvod kmene měří 433 cm, koruna sahá do výšky 19.5 m (měření 2010). Dub je chráněn od roku 2006 jako esteticky zajímavý strom, významný stářím a vzrůstem a součást kulturní památky.

## Stromy v okolí
- Körnerův dub
- Dalovické lípy
- Duby u tvrze
- Smuteční buk u školy
- Lípa u kapličky